# Oberklingen
Oberklingen ist ein Gemeindeteil des Marktes Weiltingen im Landkreis Ansbach (Mittelfranken, Bayern). Oberklingen liegt in der Gemarkung Veitsweiler.

## Geographie
Die Einöde besteht aus drei Wohnhäusern und einem Dutzend Nebengebäude. Sie befindet sich mit Unterklingen, Bosacker und Hahnenberg in einer Waldlichtung. Im Norden liegt das Waldgebiet Hundsmarkt, im Osten Hahnenschlag, im Süden Klingenspitz und im Westen der Weiltinger Forst. Dort erheben sich der Greiselbacher Berg und der Rote Berg (524 m ü. NHN). Ein namenloser Bach fließt ostwärts als linker Zufluss in den Weihergraben, einen rechten Zufluss der Wörnitz. Eine Gemeindeverbindungsstraße führt nach Unterklingen (0,3 km nordwestlich) bzw. zu einer Gemeindeverbindungsstraße (0,4 km nordöstlich), die nach Bosacker (0,6 km südöstlich) bzw. nach Hahnenberg führt (0,4 km nördlich).

## Geschichte
Die Fraisch über Oberklingen war umstritten. Sie wurde sowohl vom ansbachischen Oberamt Wassertrüdingen als auch vom oettingen-spielbergischen Oberamt Aufkirchen beansprucht. Grundherr des Hofes war das württembergische Oberamt Weiltingen.
Mit dem Gemeindeedikt wurde Oberklingen dem 1811 gebildeten Steuerdistrikt und Ruralgemeinde Veitsweiler zugewiesen. Am 1. Mai 1978 wurde Oberklingen im Zuge der Gebietsreform in Bayern nach Weiltingen eingegliedert.

### Einwohnerentwicklung
| Jahr      | 001818 | 001840 | 001861 | 001871 | 001885 | 001900 | 001925 | 001950 | 001961 | 001970 | 001987 |
| Einwohner | 5      | 8      | 8      | 8      | 7      | 16     | 11     | 13     | 13     | 12     | 8      |
| Häuser    | 1      | 1      |        |        | 1      | 2      | 2      | 2      | 2      |        | 2      |
| Quelle    | [ 12 ] | [ 13 ] | [ 14 ] | [ 15 ] | [ 16 ] | [ 17 ] | [ 18 ] | [ 19 ] | [ 20 ] | [ 21 ] | [ 1 ]  |

## Religion
Der Ort ist seit der Reformation evangelisch-lutherisch geprägt und bis heute nach St. Veit (Veitsweiler) gepfarrt. Die Katholiken sind nach St. Margareta (Wilburgstetten) gepfarrt.